# لیور گلر
لیور گلر (انگلیسی: Lior Geller) کارگردان، فیلمنامه‌نویس، تهیه‌کننده، تدوینگر، فیلمبردار و آهنگساز اسرائیلی-آمریکایی که نامزد دریافت جایزه اسکار و نامزد دریافت جایزه امی است که بیشتر به خاطر نویسندگی، کارگردانی و تهیه کنندگی فیلم کوتاه دانشجویی با عنوان «جاده پ‌ها» که رکورد گینس را برای بیشترین تعداد در اختیار دارد، و با فیلم‌های ما جوان می‌میریم (۲۰۱۹) و جهان خواهد لرزید (۲۰۲۵) شناخته شده‌است.

## اوایل زندگی
گلر (متولد ۱۹۸۲) در هایلند پارک، نیوجرسی و رمت گن، اسرائیل بزرگ شد. او در مدرسه فیلم و تلویزیون استیو تیش در دانشگاه تل آویو در رشته سینما تحصیل کرد.

## حرفه
گلر کار سینمایی خود را با تدوین تریلرهای فیلم و نویسندگی، کارگردانی و تهیه کنندگی چندین فیلم کوتاه آغاز کرد، از جمله فیلم کوتاه برنده جوایز متعدد «جاده‌ها» که نامزد جایزه اسکار شد و در حال حاضر رکورد جهانی گینس را برای بیشترین جوایز برنده شده توسط یک دانش آموز کوتاه قد به ثبت رسانده‌است. در سال ۲۰۰۸، گلر یک مستند نامزد امی را نوشت و کارگردانی کرد که برای اولین بار در جشنواره بین‌المللی فیلم تورنتو در سال ۲۰۰۸ نمایش داده شد، جوایز متعددی را از آن خود کرد، به PBS در ایالات متحده فروخته شد و در سال ۲۰۰۹ در سریال وید آنگل بازی کرد و گلر نامزدی امی را به ارمغان آورد.
اولین فیلم بلند گلر، «ما جوان می‌میریم»، در جشنواره فیلم ماموت در ۷ فوریه ۲۰۱۹ در ماموت لیکس، کالیفرنیا، به نمایش درآمد. قبل از نمایش، فیلم به‌طور پیشگیرانه توسط لاینزگیت فیلمز برای توزیع در ایالات متحده خریداری شد. کمپانی لاینزگیت این فیلم را در ۱ مارس ۲۰۱۹ منتشر کرد و با تحسین خاص از کارگردانی گلر و بازی ژان کلود ون دام، بازیگر اصلی فیلم، تحسین منتقدان را به همراه داشت.